# Monna Vanna (pièce de théâtre)
Pour les articles homonymes, voir Monna Vanna (homonymie).
Monna Vanna est une pièce de théâtre en trois actes de Maurice Maeterlinck représentée la première fois par le théâtre de l'Œuvre le 7 mai 1902 et reprise à la Comédie-Française le 22 décembre 1923. Quelques années après Maurice Maeterlinck écrit un livret d'opéra Monna Vanna, musique d'Henry Février. Ce drame lyrique  est créé le 13 janvier 1909 à l'Opéra de Paris. Monna Vanna est porté à l'écran en  1922 par Richard Eichberg.

## Résumé

Affiche par Louis Lucien Faure-Dujarric.

Vers la fin du quinzième siècle Prinzivalle commande les Florentins qui assiègent la ville de Pise  La défense de la cité est assurée par le chef militaire Guido Colonna. La population a faim et la capitulation est imminente. Mais Prinzivalle aime Monna Vanna, qui est la femme
de Guido Coionna. Il indique à l'ambassadeur Marco -père de Guido- que si Monna Vanna le rejoint il laissera entrer des vivres dans la cité... 
Le texte intégral de la pièce est publié après la création de mai 1902, puis il l'est, après la reprise par la Comédie-Française, par La Petite Illustration.

## Accueil critique

### Lors de la création en 1902
La critique est très favorable à la pièce ainsi Léon Claude écrit "… telle est la fort belle tragédie de M. Maurice Maeterlinck : c’est une œuvre d’amour vibrante et émouvante ; tous les personnages vivent, pensent et souffrent, mais surtout c’est l’amour qui éclate et resplendit. À la hauteur des pensées, de la psychologie troublante de cette œuvre, M. Maeterlminck a su ajouter le charme d’un langage rythmé, à la fois prose et vers et parfois musical...".
En mai 1902 peu de représentations de la pièce sont données mais la pièce a du succès. Après une tournée en Europe elle retourne à Paris, au Théâtre de la Porte-Saint-Martin, en décembre 1902  «J’ai dit l’été dernier, la haute valeur de cette œuvre qui a fait depuis son tour d’Europe. Elle revient à Paris avec la consécration d’une admiration universelle. Lugné-Poe, qui a eu le grand mérite de la produire, n’avait pu l’offrir, au début, qu’à ses adeptes ; il est bon qu’elle soit présentée au grand public.»

### Lors de la reprise à la Comédie-Française
Les critiques sont tout autant élogieuses que lors de la création. Robert de Flers écrit dans le Figaro "Monna Vanna demeure, par la beauté de la forme, par sa double action extérieure et intérieure, par sa solide et parfaite construction celui de tous les ouvrages de M. Maeterlinck celui qu'il convenait d’accueillir et qu'il conviendra de conserver dans notre grand répertoire". 

## Distribution lors de la création (1902)
Giovanna (Monna Vanna) : Georgette Leblanc
Prinzivalle : Albert Darmont
Trivulzio : Damery  
Marco Colonna : Lugné-Poe
Borso : Gérard
Vedio : Monoel
Guido Colonna : Jean Froment
Torello : Jean Ropiquet

## Distribution lors de la reprise par la Comédie-Française (1923)
Giovanna (Monna Vanna) : Marie-Thérèse Piérat
Prinzivalle : René Alexandre
Trivulzio : Denis d'Inès
Marco Colonna : Maxime Desjardins
Borso : Georges Dorival
Vedio : Maurice Escande
Guido Colonna : Jean Hervé
Torello : Albert Reyval